# 10458 Sfranke
10458 Sfranke (1978 RM7) là một tiểu hành tinh vành đai chính được phát hiện ngày 2 tháng 9 năm 1978 bởi C.-I. Lagerkvist ở Đài thiên văn Nam Âu.